# Giraffer
Giraffer (Giraffa) är ett hovdjurssläkte vars medlem(mar) förekommer på savanner och skogsmarker i Afrika.

## Arter
Enligt Catalogue of Life innehåller släktet den enda arten giraff (Giraffa camelopardalis) med 6 underarter. Andra auktoriteter har dock börjat räkna vissa underarter av giraff (det vill säga Giraffa camelopardalis) som sanna arter. En studie från 2016 delar således in släktet i 4 arter:
- Giraff (Giraffa camelopardalis) (Linnaeus, 1758)
- Giraffa giraffa (Schreber, 1784)
- Giraffa reticulata de Winton, 1899
- Giraffa tippelskirchi Matschie, 1898

En undersökning sponsrad av Giraffe Conservation Foundation har givit samma resultat.